# Szitás Barbara
Szitás Barbara (Debrecen, 1975. november 6. –) magyar színésznő, rendező.

## Életpályája
A Miskolci Nemzeti Színház tanodájában tanult, majd itt játszott 1998-2004 között. 1998-ban jogi diplomát szerzett az Eötvös Loránd Tudományegyetemen, majd a Színház- és Filmművészeti Egyetem drámapedagógia szakos hallgatója volt 2004-2008 között.
2004-től szabadúszóként dolgozott. 2015. szeptemberétől a Shakespeare Színművészeti Akadémia mesterségtanáraként dolgozott, állandó tanárként. 2016-től a Spirit Színház színésze volt. Szinkronizálással is foglalkozik.

## Színházi szerepeiből
- William Shakespeare: Makrancos hölgy... Holla
- Molière: Fösvény... Eliz
- Oscar Wilde: Bunbury, avagy hazudj igazat!... Prism
- Bertolt Brecht: A jóember... Mi Csü (prostituált, árus)
- Ken Kesey – Dale Wassermann: Kakukkfészek... Nakamura nővér
- Friedrich Dürrenmatt: Az öreg hölgy látogatása... Második asszony
- Peter Shaffer: Equus... Hesther Salomon, bírónő; Mrs. Dalton, istállótulajdonos; Ápolónő
- Marc Camoletti: Leszállás Párizsban... Jaqueline
- Reginald Rose: Tizenkét dühös ember... Rendőrnő
- Marsha Norman: Jóccakát, Anya!... Jessie
- Alan Alexander Milne: Micimackó... Malacka
- Molnár Ferenc: Az üvegcipő... Julcsa
- Örkény István: Macskajáték... Ilus
- Örkény István: Kulcskeresők... Katinka
- Déry Tibor – Pós Sándor – Presser Gábor – Adamis Anna: Képzelt riport egy amerikai popfesztiválról... Joshua

## Rendezéseiből
- Antoine de Saint-Exupéry: A kis herceg (Tóth Áron, Kispál Berta, Kovács Emma, Orosz József Ábel)
- Roberto Athayde: Margarida asszony
- Egon Wolff: Papírvirágok
- Neil Simon: Furcsa pár – Női változat
- Ray Cooney: A miniszter félrelép
- Jaja Fiastri: Páros hármas
- Örkény István: Tóték
- Örkény István: Macskajáték
- Örkény István: Kulcskeresők

## Filmes és televíziós szerepei
- Szomszédok (1996) ...Vásárló a boltban
- Válótársak (2017) ...Jógaoktató
- A tanár (2018) ...Kulcsár anyuka
- Apatigris (2021) ...Ötvenes nő
- Keresztanyu (2021) ...Doktornő
- Hotel Margaret (2022) ...Rendőrnő
- Doktor Balaton (2022) ...Német
- Hazatalálsz (2023) ...Nényei igazgatónő
- Tündérkert (2023) ...Asszony